# Hubholz bei Mühlfeld
Das Naturschutzgebiet Hubholz bei Mühlfeld liegt auf dem Gebiet der Stadt Mellrichstadt im unterfränkischen Landkreis Rhön-Grabfeld.
Das Gebiet erstreckt sich nordwestlich von Mühlfeld, einem Gemeindeteil von Mellrichstadt. Am nordöstlichen Rand und östlich des Gebietes verläuft die Landesgrenze zu Thüringen. Westlich fließt der Ellenbach, östlich der Fallbach und südlich der Mahlbach, ein linker Zufluss der Streu. Westlich verläuft die Staatsstraße 2445.

## Bedeutung
Das 86,25 ha große Gebiet mit der Nr. NSG-00390.01 wurde im Jahr 1991 unter Naturschutz gestellt.